# Древнеуйгурский язык
Древнеуйгурский язык — один из литературных тюркских языков, являвшийся официальным языком в государстве Кочо на протяжении IX—XIII веков.
Имел два диалекта: n-диалект, на котором в X—XIII веках были составлены манихейские тексты, в конце XIX века найденные в Дуньхуане; j‑диалект — тексты на алфавите брахми, а также позднеманихейские и буддийские памятники литературы.

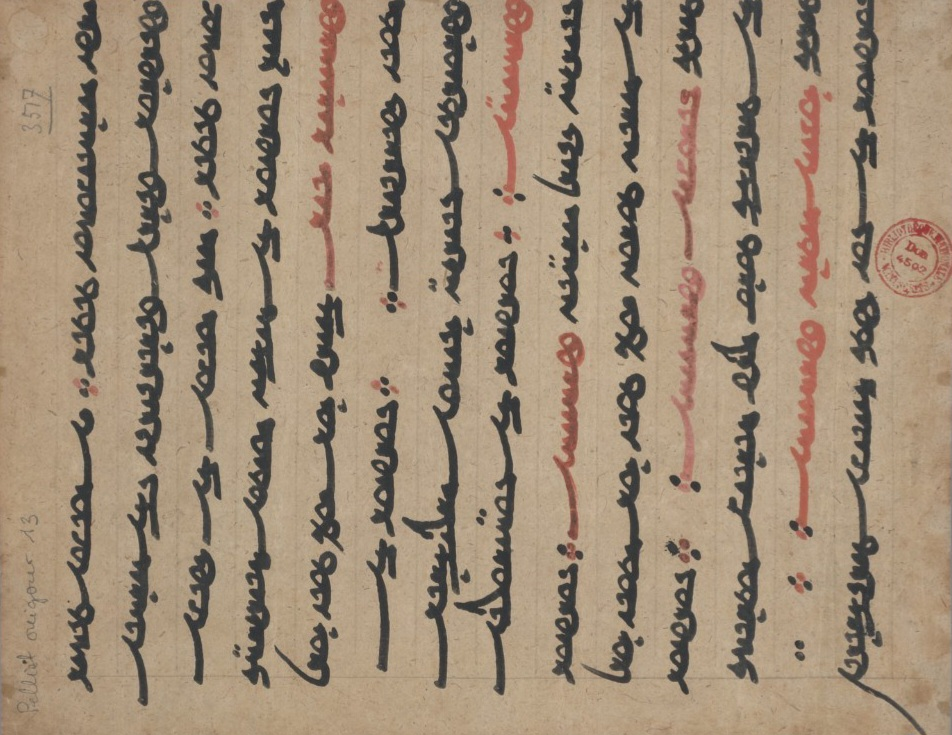
Пример древнеуйгурского текста написанного уйгурским вертикальным письмом

От современных тюркских языков древнеуйгурский язык отличается наличием: форманта ‑γma/‑gmä, служащего для образования причастия настоящего времени; форманта ‑dači/‑däči, образующего причастия будущего времени; употребление аффикса ‑da/‑dä для выражения значения не только локатива, но и аблатива.

## История

### Самоназвание языка
"Этот язык, имевший статус официального литературного языка тюркских каганатов, как язык супрадиалектный получил распространение в тюркоязычной среде и был впоследствии принят уйгурами в Кочо, где был развит и разработан в соответствии с функцией литературы того периода. Преемственность, существовавшая между литературным языком, бывшим в употреблении в тюркских каганатах, и языком уйгурского государства Кочо, находит подтверждение в том, что язык сочинений, относящихся ко времени существования государства Кочо, самими их авторами, как свидетельствуют колофоны, именуется как "тюркский"

### Употребление языка
И.В.Кормушин при анализе сведений из "Диван лугат Ат-турк" пришёл к выводу, что тем самым литературным языком тюркских каганатов (включая уйгурского) являлся именно древнеуйгурский язык, который в терминологии Махмуда Кашгарского назывался также "тюркским". Уйгурский лингвогенетический тип являлся диалектной основой письменных памятников уйгурского и караханидского государств.